# Alamania (orquídea)
Alamania é um género botânico pertencente à família das orquídeas (Orchidaceae).

## Espécies
O gênero Alamania possui 1 espécie reconhecida atualmente.
- Alamania punicea Lex.